# Goseong (Gangwon)
Goseong (Koreaans: 고성군, Geochang-gun) is een district in het noorden de provincie Gangwon-do in Zuid-Korea. Het district telde 29.118 inwoners in 2018. 

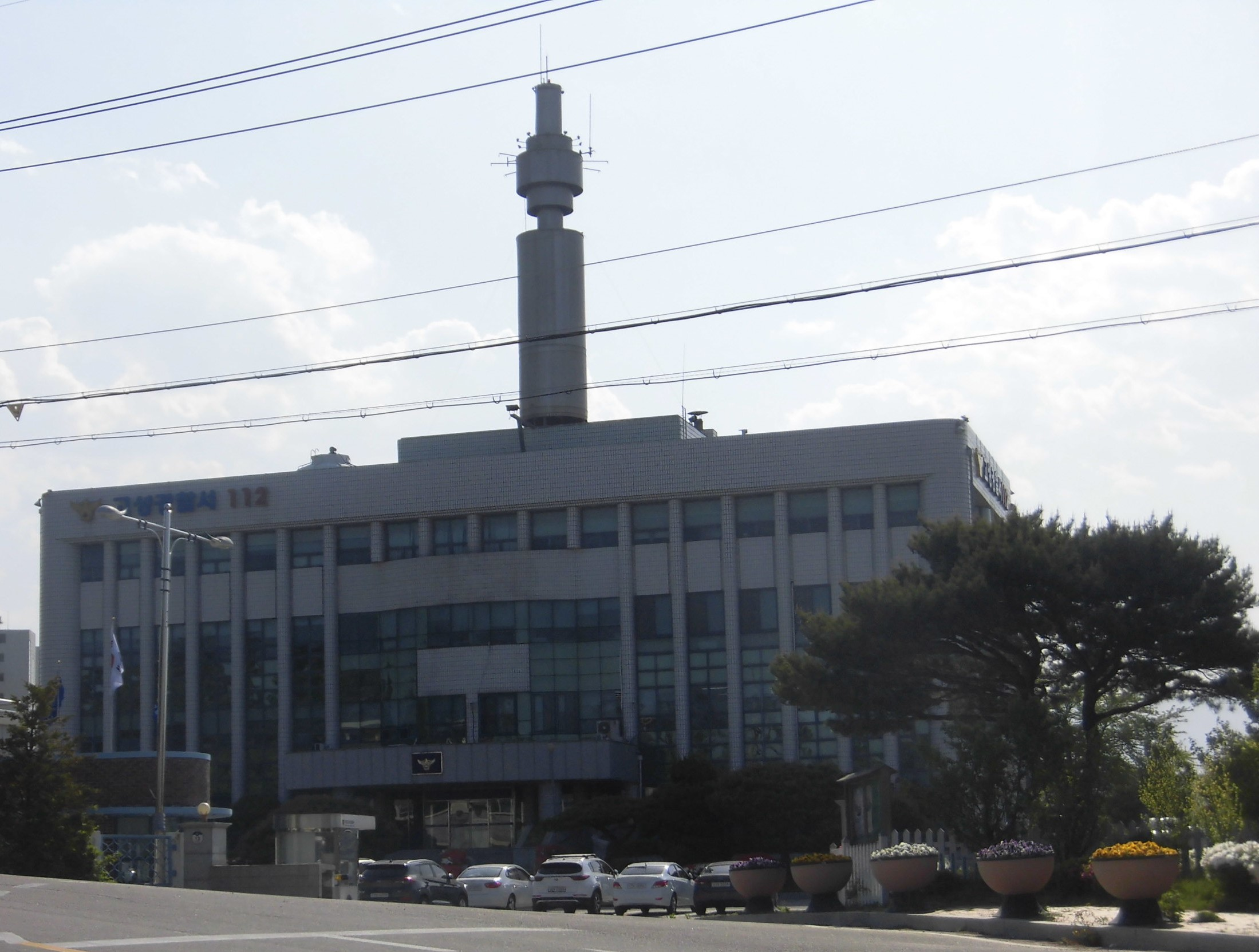
Politiekantoor van Gangwon Goseong

## Stedenbanden
Goseong heeft 2 partnersteden, beide in Azië.
- Jixi, Heilongjiang, China
- Gangbuk-gu, Seoul